# Sillerud
Sillerud is een plaats in de gemeente Årjäng in het landschap Värmland en de provincie Värmlands län in Zweden. De plaats heeft 95 inwoners (2005) en een oppervlakte van 13 hectare.
Men gelooft, dat Måns Andersson, een voorouder van de Amerikaanse presidentsfamilie Bush, uit Sillerud kwam, dit omdat hij zijn boerderij in Noord-Amerika Silleryd noemde. Plaats namen die eindigen op ryd komen veel voor in het zuiden van Zweden, vooral in Småland, in Värmland komen plaatsnamen die op ryd eindigen een stuk minder voor. Sill is het Zweedse woord voor haring en rud/ryd betekent een klein ontbost gebied.